# 科林納 (緬因州普查規定居民點)
科林納（英語：Corinna）是位於美國緬因州佩諾布斯科特縣的一個普查規定居民點。

## 人口
根據2020年美國人口普查的數據，科林納的面積為5.51平方千米，當中陸地面積為5.51平方千米，而水域面積為0.00平方千米。當地共有人口729人，而人口密度為每平方千米132.3人。